# Bataille de Mayence (406)
Déclin de l'Empire romain d'Occident
Batailles
- Pollentia (402)
- Vérone (403)
- Fiesole (405/406)
- Passage du Rhin (406)
- Mayence (406)
- Rome (410)
- Carthage (439)
- Champs Catalauniques (451)
- Rome (455)
- Sinuessa (458)
- Carthagène (460)
- Orléans (463)
- Cap Bon (468)

La bataille de Mayence a lieu le 31 décembre 406 entre les fédérés francs, et une alliance de Vandales, Suèves et Alains à Mogontiacum (l'actuelle Mayence, en Allemagne). L'affrontement, brièvement décrit par Grégoire de Tours dans son Histoire des Francs, est remporté par les Vandales et leurs alliés Alains et leur ouvre la voie à l'invasion de la Gaule romaine.

## Contexte
Les incursions des Francs sur le Rhin sont devenues si fréquentes que les Romains ont commencé à les établir à leurs frontières afin de les contrôler. En 292, Constance Chlore a vaincu les Francs qui s'étaient installés à l'embouchure du Rhin et les a transférés dans la région voisine de Toxandrie.
Le roi vandale Hasding Wisimar lutte contre les navires Goths venant de l'Est menés par Gébéric, qui attaquent ses territoires. Wisimar est mort dans la lutte contre les Goths  et les tribus vandales qui ne voulaient pas être mises sous tutelle ont dû se rendre en territoire impérial et se sont installées en Pannonie. Au début du ve siècle, les Vandales abandonnent la Pannonie, pour rejoindre les Suèves et Alains et envahir la Gaule romaine.
Une grande partie des troupes frontalières ont été transférées en Italie en 406 par le général Stilicon pour faire face à l'attaque des Goths et des Huns commandés par Radagaise dans la péninsule italienne.

## Bataille
D'après le récit de Grégoire de Tours, les Francs, alors fédérés de Rome, ont tendu une embuscade aux Vandales pendant qu'ils passaient le Rhin gelé et ont tué leur roi, Godégisel, avec 20 000 hommes.
L'embuscade se révèle un échec, en raison de l'intervention des Alains, sous le commandement de roi Respendial, qui repoussent les Francs.

## Conséquences
La bataille est remportée par les Vandales et Alains et leur ouvre le chemin qui mène à l'invasion de la Gaule romaine. Ils sont arrivés en Hispanie à l'automne 409.